# Ojo de Agua, Escuintla
Ojo de Agua är en ort i Mexiko.   Den ligger i kommunen Escuintla och delstaten Chiapas, i den sydöstra delen av landet, 800 km sydost om huvudstaden Mexico City. Ojo de Agua ligger 1 701 meter över havet och antalet invånare är 139.
Terrängen runt Ojo de Agua är kuperad åt sydost, men åt nordväst är den bergig. Runt Ojo de Agua är det ganska tätbefolkat, med 78 invånare per kvadratkilometer. Närmaste större samhälle är Belisario Domínguez, 12,9 km sydost om Ojo de Agua. I omgivningarna runt Ojo de Agua växer i huvudsak städsegrön lövskog.